# Massacre de Tingi Tingi
Le massacre de Tingi-Tingi est une tuerie de masse survenue le 1er mars 1997 à Tingi-Tingi, dans l'est du Zaïre.
Ce massacre s'inscrit dans le contexte de l'avancée des forces des forces de l'Armée patriotique rwandaise (APR) et l'Alliance des forces démocratiques pour la libération du Congo (AFDL) qui accompagnent  Laurent-Désiré Kabila dans sa prise de pouvoir au Zaïre, et durant laquelle les soldats de l'APR et l'AFDL se livrent à la destruction des camps de réfugiés, et perpètrent des massacres indiscriminés de Hutus.

## Contexte
En 1994, après le génocide des Tutsis au Rwanda, des centaines de milliers de Hutus fuient vers l'est du Zaïre, craignant des représailles du Front patriotique rwandais (FPR), la rébellion Tutsi dirigé par Paul Kagame qui vient de prendre le contrôle de Kigali. Parmi les réfugiés se trouvent aussi les principaux acteurs du génocide : le gouvernement Kambanda, les anciennes Forces armées rwandaises (ex-FAR) et les milices interahamwe. Cet afflux de personnes déstabilise la région, déjà marquée par des tensions politico-ethniques,,. Les Hutus deviennent majoritaires dans le Nord-Kivu, entraînant des conflits entre groupes ethniques. Fin 1995, des affrontements violents éclatent, ciblant notamment les Tutsis congolais, ce qui provoque l'exode de milliers d'entre eux vers le Rwanda,.
En 1996, face à l'incapacité du Zaïre et de la communauté internationale à résoudre la question de la présence de génocidaires dans les camps de réfugiés, ainsi qu'aux menaces des forces génocidaires utilisant ces camps comme bases pour attaquer le Rwanda, Paul Kagame ordonne des incursions militaires au Zaïre. Ces actions marquent le début de la première guerre du Congo. L'Armée patriotique rwandaise (APR) et l'Alliance des forces démocratiques pour la libération du Congo (AFDL), une rébellion banyamulenge avec à sa tête Laurent-Désiré Kabila, mais en réalité orchestrée et dirigée par le Rwanda,, détruisent les camps de réfugiés de l'est du Zaïre et massacrent indistinctement les Hutus rwandais et congolais, y compris des civils, hommes, femmes, vieillards et enfants,,,.
Début 1997, environ 120 000 réfugiés, qui ont fui les attaques par les ADFL/APR des camps de la région de Bukavu, dans le Sud-Kivu, s'installent dans un camp de fortune à Tingi-Tingi,, tandis que 40 000 autres Hutus rwandais, dont une majorité d'ex-FAR/Interahamwe, se dirigent vers le village d'Amisi, situé à 70 kilomètres à l'est. Les ex-FAR/Interahamwe utilisent le camp de Tingi-Tingi comme base pour recruter et entraîner des forces en vue de lancer une contre-offensive avec les Forces armées zaïroises (FAZ) contre les troupes de l'AFDL/APR. Le 7 février, l'AFDL/APR prend le camp d'Amisi, forçant les réfugiés à fuir vers Lubutu, près de Tingi-Tingi. Les derniers affrontements se déroulent à Mukwanyama, avant que les ex-FAR/Interahamwe ne se dispersent. Le 28 février, les réfugiés fuient Tingi-Tingi face à l'avancée de l'AFDL/APR, mais sont bloqués au pont Lubutu par les FAZ.

## Déroulement
Le 1er mars 1997, le camp de réfugiés de Tingi-Tingi au Zaïre est attaqué dans la matinée par des éléments de l'Armée patriotique rwandaise (APR) et de l'Alliance des forces démocratiques pour la libération du Congo (AFDL). Les forces rebelles tuent indistinctement les réfugiés hutus rwandais qui n'ont pas pu fuir, y compris des enfants, des femmes et des malades, qui n'ont pu fuir en raison de leur état de santé. Les victimes sont principalement tuées à l'arme blanche, et leurs corps sont enterrés dans des fosses communes par des volontaires de la Croix-Rouge de Lubutu,. Dans la journée, des soldats de l'AFDL/APR ont ouvert le feu sur les réfugiés en fuite vers Lubutu, tuant plusieurs dizaines de personnes. Le même jour, des centaines de réfugiés attendant de traverser un pont sur la rivière Lubilinga ont été abattus. Beaucoup sont morts noyés en se jetant dans la rivière et d'autres ont été piétinés par la foule en panique. Le lendemain, les militaires ont demandé aux habitants de Lubutu d'enterrer les victimes, mais la plupart des corps ont été jetés dans la rivière.
Après la chute de Tingi-Tingi, malgré l'absence de combats entre la coalition ex-FAR/Interahamwe/FAZ et les troupes de l'AFDL/APR, les massacres de réfugiés ont continué. Les réfugiés capturés par les militaires de l'AFDL/APR à Lubutu sont conduits à un site appelé Golgotha, à trois kilomètres de là, où ils sont systématiquement exécutés.
Le 14 mars 1997, une mission conjointe des Nations Unies et des ONG a découvert près de 2 000 réfugiés survivants errant dans les camps de Tingi-Tingi et d'Amisi. Jusqu'à la fermeture des camps le 2 avril, les militaires de l'AFDL/APR ont bloqué toute aide humanitaire, rendant les soins médicaux impossibles. MSF a rapporté que 216 réfugiés sont morts à Tingi-Tingi faute d'assistance.

### Nombre de victimes
Les estimations du nombre de morts lors du massacre de Tingi-Tingi varient considérablement selon les sources. Certains rapports, y compris des médias internationaux, font état de plus de 25 000 réfugiés morts lors de cette attaque,,,. D'autres sources mentionnent des chiffres beaucoup plus élevés, allant jusqu'à 190 000 réfugiés hutus rwandais massacrés dans les forêts de l'est de la république démocratique du Congo, notamment dans la clairière de Tingi-Tingi.

### Fosses communes
Des rapports parlent de l'existence de fosses communes à la suite de ces massacres,.